# 토공

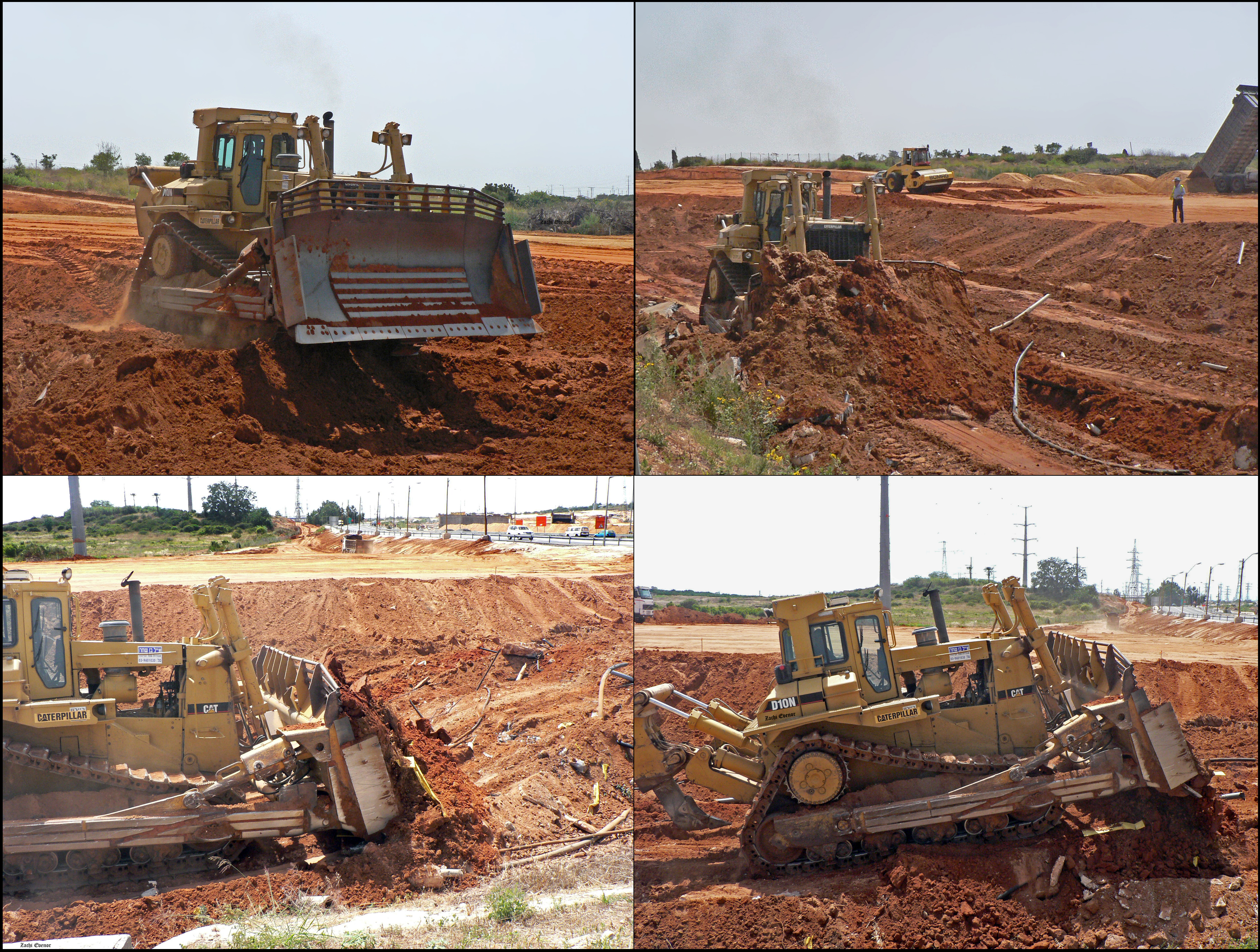

토공(土工, earthworks) 또는 흙일이란 토양과 암석의 정량을 옮김으로써 지구 표면의 일부를 가공하는 공학적 작업이다.

## 토목용
일반적인 토공사에는 도로 건설, 철도 노반, 둑길, 댐, 제방, 운하 및 둔덕이 포함된다. 다른 일반적인 토공사는 현장의 지형을 재구성하거나 경사를 안정화하기 위한 토지 정지 작업이다.

## 군용
군사공학에서 토공사는 보다 구체적으로 토양으로 건설된 요새 유형이다. 흙은 그다지 강하지 않지만, 엄청난 양을 사용할 수 있을 만큼 가격이 저렴하여 강력한 구조물을 만들어낸다. 오래된 토공사 요새의 예로는 해자, 잔디 벽, 모트 앤 베일리 성, 언덕 요새 등이 있다. 현대의 예로는 참호와 둔턱이 있다.

## 같이 보기
- 건설기계
- 돌망태
- 계단식 농업